# Кудашево (Тульская область)
Кудашево — деревня в Кимовском районе Тульской области России.
В рамках административно-территориального устройства является центром Кудашевского сельского округа Кимовского района, в рамках организации местного самоуправления входит в сельское поселение Новольвовское.

## География
Расположена в 14 км к юго-востоку от железнодорожной станции города Кимовска.

## Население
| 2002 | 2010 |
| ---- | ---- |
| 320  | ↘274 |

Население — 274 чел. (2010). 